# Cmentarz żydowski w Niezdrowicach
Cmentarz żydowski nieopodal Niezdrowic – kirkut założony w 1822, znajduje się nieopodal wsi Niezdrowice. Jest położony w lesie, położonym przy drodze prowadzącej do Kędzierzyna-Koźla (ok. 750 metrów od drogi). 
Był miejscem pochówku Żydów zamieszkałych m.in. w Ujeździe. Zniszczony podczas II wojny światowej (na 0,5 ha przetrwały ok. 32 macewy, z których część jest przewrócona). W 2011 r. na kirkucie znajdowało się 57 macew, zdecydowana większość wykonana z piaskowca. Na macewach znajdują się inskrypcje w jęz. niemieckim i hebrajskim. Najstarszy zachowany nagrobek pochodzi z 1822 r. i kryje szczątki Havy B. Mose.
Cmentarz wpisany jest do rejestru zabytków województwa opolskiego (decyzja nr 240/90 z 2.1990).